# Filip II., knez Taranta
Filip II. (1329. – 25. studenoga 1373.) bio je Anžuvinac, knez Ahaje i Taranta te latinski car Carigrada (kao Filip III.).
Roditelji Filipa II. bili su Filip I., knez Taranta i carica Katarina Valois, koja je bila prepoznata kao latinska carica. Brat Filipa II. bio je Ludovik I. Napuljski, koji se oženio kraljicom Ivanom Napuljskom. U travnju 1355., Filip se oženio Ivaninom sestrom Marijom Kalabrijskom. Nakon što je umro njegov brat Robert, knez Taranta, Filip je postao naslovni latinski car. Nakon Marijine smrti, Filip se oženio Elizabetom Slavonskom, 20. listopada 1370. godine.
Filip je umro 25. studenog 1373. godine.